# A ciascuno il suo
A ciascuno il suo (Ieder het zijne) is een Italiaanse film van Elio Petri uit 1967.
Het scenario is gebaseerd op de gelijknamige roman (1966) van Leonardo Sciascia.

## Verhaal
In een Siciliaans dorp heeft een dokter de strijd aangebonden tegen de corruptie. Hij wordt samen met de onderwijzer die ook op de hoogte is van de waarheid, vermoord. De weduwe van de dokter huwt nadien met de man die de hand had in de moorden, maar iedereen zwijgt.
De film is een aanklacht tegen de schijnheiligheid van de gevestigde machten. De beelden van de film werden opzettelijk met sterk contrasterende kleuren gemaakt.

## Rolverdeling
| Acteur             | Personage                    |
| ------------------ | ---------------------------- |
| Gian Maria Volonté | professor Paolo Laurana      |
| Irene Papas        | Luisa Roscio                 |
| Gabriele Ferzetti  | advocaat Rosello             |
| Salvo Randone      | professor Roscio             |
| Luigi Pistilli     | apotheker Arturo Manno       |
| Leopoldo Trieste   | communistische afgevaardigde |
| Laura Nucci        | moeder van Paolo             |
| Mario Scaccia      | pastoor van Sant'Amo         |